# Батакан
Батака́н — село в Газимуро-Заводском районе Забайкальского края России. Административный центр сельского поселения «Батаканское».

## География
Село находится на берегу реки Газимур, на расстоянии 69 км к северо-востоку от села Газимурский Завод, административного центра района.

### Часовой пояс
Село Батакан, как и весь Забайкальский край, находится в часовой зоне МСК+6. Смещение применяемого времени относительно UTC составляет +9:00.

## История
Основано крестьянами, приписанными к Газимурскому сереброплавильному заводу. С 1851 года село находилось в составе пешего войска Забайкальского казачьего войска, а с 1872 года и до революции — в составе Актагучинской станицы 3-го военного отдела ЗКВ.

## Население
| 2002 | 2010 | 2021 |
| ---- | ---- | ---- |
| 594  | ↘533 | ↘438 |

## Известные уроженцы
- Коренев, Алексей Васильевич (1925—?) — советский военнослужащий, старший сержант. Полный кавалер ордена Славы.